# San Pedro Yaneri
San Pedro Yaneri är en ort i Mexiko.   Den ligger i kommunen San Pedro Yaneri och delstaten Oaxaca, i den sydöstra delen av landet, 400 km sydost om huvudstaden Mexico City. San Pedro Yaneri ligger 1 385 meter över havet och antalet invånare är 943.
Terrängen runt San Pedro Yaneri är mycket bergig. Runt San Pedro Yaneri är det glesbefolkat, med 15 invånare per kvadratkilometer. Närmaste större samhälle är San Juan Atepec, 19,6 km väster om San Pedro Yaneri. I omgivningarna runt San Pedro Yaneri växer i huvudsak städsegrön lövskog.